# Посмотри на меня: XXXTentacion
Посмотри на меня: XXXTentacion (англ. Look at Me) — документальный фильм, срежиссированный Сабой Фолаян. Он посвящён жизни и смерти американского рэпера и певца XXXTentacion. Фильм был показан на фестивале South by Southwest 15 марта 2022 года, а 26 мая вышел Hulu.
Фильм впервые был анонсирован 18 июня 2019 года на годовщину убийства XXXTentacion. Его начали снимать примерно с апреля 2017.
Документальный фильм содержит архивные видео XXXTentacion, в нём участвуют его мать Клеопатра Бернард, девушка Дженезис Санчез, лучший друг Ski Mask the Slump God, Kid Trunks и другие.

## Сюжет
В фильме рассматриваются как положительные, так и отрицательные аспекты жизни и наследия XXXTentacion. В фильме представлены первые интервью бывшей девушки Онфроя, Женевы Аялы, которая обвинила его в домашнем насилии в 2016 году. На момент своей смерти ХXXTentacion ожидал суда по обвинению, выдвинутой Аялой. В фильме она  сказала, что не хотела, чтобы Онфрой попал в тюрьму. Мать ХXXTentacion, Клеопатра Бернард, сказала, что верит обвинениям Аялы, комментируя: «Джасей был не прав в том, что он сделал. Этому нет оправдания, и точка. Но я просто хочу, чтобы мир  знал, что он уже не тот человек, но прошлое всё ещё является частью его истории». Бернард заявляет, что, по её мнению, Онфрой в конечном итоге публично извинился бы перед Аялой, но «у него просто не было шанса». Аяла прокомментировала, что «тяжесть, наконец, была снята, зная, что семья [X] не держит на неё зла».  Комментируя фильм, режиссёр Сабах Фолаян сказала: «Мы чувствуем, что потеряли Джасея так рано, лучшее, что мы можем сделать, это найти способ извлечь уроки из его жизни и попытаться продолжить его миссию».

## Актёрский состав
- XXXTentacion (архивные видео)
- Женева Аяала, бывшая девушка
- Bass Santana, друг и соавтор
- Клеопатра Бернард, мать
- Cooliecut, друг и соавтор
- Джон Каннингем, продюсер
- Kid Trunks, друг и соавтор
- Дженезис Санчез, девушка и мать сына
- Ski Mask the Slump God, лучший друг и соавтор
- Соломон Собанде, менеджер

## Саундтрек
В сопровождении к фильму был выпущен одноимённый сборник. В него вошли различные песни из эпохи SoundCloud, а также треки из его микстейпа Revenge (2017) и трёх студийных альбомов 17 (2017), ? (2018), Skins (2018), а также новый сингл «True Love» совместно с Канье Уэстом.